# Jacob Sedlaczek
Jacob Sedlaczek (1747 i Prag – 1824) var en bøhmisk musiker, som 1787 blev indkaldt fra kapellet i Hessen og ansat i Det Kongelige Kapel som hoboist. Han blev dog kasseret som sådan og ansat som kontrabassist, "da han var en god Musikus". Han fik afsked fra Kapellet 1813 og blev efterfulgt af Hans Lorents Johansen.
Sedlaczek var gift med Catharine Caroline Rørtang (ca. 1769-1833).